# Unsere Emden
Unsere Emden ist ein im Ersten Weltkrieg spielender, halbdokumentarischer deutscher Seekriegs-Stummfilm aus dem Jahre 1926 von und mit Louis Ralph in der Hauptrolle.

## Handlung
Zu Beginn des Ersten Weltkriegs. Erzählt wird die abenteuerliche Kaperfahrt des deutschen Kleinen Kreuzers Emden unter dem Kommando des erfahrenen Kapitäns von Müller. Das Schiff läuft vom deutschen Stützpunkt Tsingtau aus. Auf dem Weg in Richtung Heimat schließt sich die Emden zunächst dem Geschwader des Grafen Spee an. Bald aber erhält von Müller die Order, gemeinsam mit dem Tenderschiff Markomania eigenständig auf Kaperfahrt zu gehen. Im Rahmen dieser Direktive versenkt die Emden im Indischen Ozean mehrere britische Handelsschiffe und den britischen Truppentransporter Indus. Ein Auftrag führt den Kreuzer schließlich in einen Hafen von Penang (Malaysia), wo der russische Kreuzer Schemtschuk vor Anker liegt. Auch dieses Schiff wird am 28. Oktober 1914 von der Emden versenkt. Eines Tages stößt die Emden bei den Kokosinseln auf den australischen Kreuzer Sydney. Es kommt zum Gefecht, bei dem die ungleich größere und besser ausgestattete „Sydney“ nach anfänglichen Fehlschüssen die Emden kampfunfähig macht. Die Australier bergen die überlebenden deutschen Schiffbrüchigen und holen sie an Bord der Sydney. Dort werden sie ehrenvoll behandelt.

## Produktionsnotizen
Unsere Emden entstand zwischen Juli und September 1926 in den Emelka-Studios von Geiselgasteig (bei München). Der Film umfasste sechs Akte und war 2862 Meter lang. Die Zensur gab ihn am 20. Dezember 1926 für die Jugend frei. Die Uraufführung erfolgte in Berlin zwei Tage darauf, am 22. Dezember 1926, im Alhambra-Kino am Kurfürstendamm.
Die Filmbauten gestalteten Ludwig Reiber und Botho Höfer.
Ralph fertigte sechs Jahre darauf eine mit neu gedrehten Szenen angereicherte Tonfilmfassung dieses Films unter dem Titel Kreuzer Emden an. Eine nationalsozialistisch eingefärbte dritte Fassung dieses Stoffes brachte Louis Ralph 1934 mit Heldentum und Todeskampf unserer Emden in die Kinos.
2012 fertigte Berengar Pfahl mit Die Männer der Emden einen weiteren Film zu dieser Thematik.

## Historischer Hintergrund
Die Emden war ein Kleiner Kreuzer der Kaiserlichen Kriegsmarine. Ihr Einsatzgebiet lag überwiegend im Fernen Osten. Mit Beginn des Ersten Weltkriegs wurde die Emden zwecks Entfachung eines Handelskriegs gegen feindliche Schiffe in den Indischen Ozean entsandt. Dort versenkte sie innerhalb von zwei Monaten 23 feindliche Handelsschiffe und zwei Kriegsschiffe bzw. brachte sie auf. Am 9. November 1914 unterlag sie in einem Gefecht dem australischen Leichten Kreuzer Sydney nahe den Kokosinseln. Insgesamt 136 Emden-Fahrer kamen bei diesem Gefecht ums Leben, die Überlebenden gingen – mit Ausnahme der Angehörigen eines Landungszuges, der die Sendestation auf den Kokosinseln gesprengt hatte – in Kriegsgefangenschaft. Der Film rekonstruiert die historischen Fakten recht genau.

## Kritiken
„Der Film schildert schlicht, ohne jede Ausschmückung, und daher um so eindrucksvoller die Heldentaten der ‚Emden‘. Eine verschwindend kleine Spielhandlung beeinflußt weder den Gesamteindruck nennenswert, noch würde eventuell ihr Fehlen als Lücke empfunden werden. Daher sind an die darstellerischen Qualitäten geringe Anforderungen gestellt, denen es aber vollständig gerecht wird. Der Schwerpunkt liegt in den Schiffs- und Gefechtsbildern, welche zum größten Teil gestellt, aber nichtsdestoweniger recht imposant sin, wie auch die Photographie im allgemeinen befriedigt.“

„Der Film ‚Kreuzer Emden‘ (Regie: Louis Ralph) ist vor mehreren Jahren als stummer Film gedreht worden (1926), der in Form einer rekonstruktiven Reportage die welthistorischen Fahrten des Kreuzers ‚Emden‘ von seiner Ausfahrt in Kiel nach den gelben Gewässern bis zu seiner Versenkung vor Keeling Island wiedergab.“